# Dipartimento di Bolívar
Il dipartimento di Bolívar è uno dei 32 dipartimenti della Colombia. Il capoluogo del dipartimento è Cartagena de Indias.

## Geografia fisica
Il dipartimento è situato nella parte settentrionale del paese. Confina a nord con il Mar dei Caraibi, ad est con i dipartimenti di Atlántico, Magdalena, Cesar, a sud con Antioquia e Santander, ad ovest ancora con Antioquia e Sucre.
Il dipartimento ha una lunga estensione che corrisponde alla riva sinistra del Magdalena, che segna tutto il confine orientale, dai rilievi meridionali di San Lucas, che raggiungono i 2400 metri, al terreno pianeggiante che arriva fino al Mar dei Caraibi. Inoltre include alcune isole al largo della costa colombiana, anche se geograficamente più vicine ad altri dipartimenti, come l'arcipelago di San Bernardo (comprendente anche la celebre Santa Cruz del Islote), situato nel golfo di Morrosquillo, al largo delle coste del dipartimento di Sucre.
Il dipartimento è uno dei nove stati originari che fondarono gli Stati Uniti di Colombia.

## Geografia antropica

### Suddivisioni amministrative
Il dipartimento di Bolívar si compone di 46 comuni:
- Achí
- Altos del Rosario
- Arenal
- Arjona
- Arroyohondo
- Barranco de Loba
- Calamar
- Cantagallo
- Cartagena de Indias
- Cicuco
- Clemencia
- Córdoba
- El Carmen de Bolívar
- El Guamo
- El Peñón
- Hatillo de Loba
- Magangué
- Mahates
- Margarita
- María la Baja
- Montecristo
- Morales
- Norosí

- Pinillos
- Regidor
- Río Viejo
- San Cristóbal
- San Estanislao
- San Fernando
- San Jacinto
- San Jacinto del Cauca
- San Juan Nepomuceno
- San Martín de Loba
- San Pablo
- Santa Catalina
- Santa Cruz de Mompox
- Santa Rosa
- Santa Rosa del Sur
- Simití
- Soplaviento
- Talaiga Nuevo
- Tiquisio
- Turbaco
- Turbana
- Villanueva
- Zambrano